# Serhij Melnyczuk
Serhij Petrowycz Melnyczuk (ukr. Сергій Петрович Мельничук; ur. 26 stycznia 1972) – ukraiński wojskowy i polityk, dowódca batalionu „Ajdar”, deputowany VIII kadencji.

## Życiorys
Ukończył szkołę wojskową, kształcąc się w specjalności inżyniera radiowego. Do 2004 był zawodowym wojskowym, odchodząc ze służby w stopniu majora. Pracował później na dyrektorskich stanowiskach w sektorze prywatnym.
W 2014 r. w okresie konfliktu na wschodniej Ukrainie powrócił do służby, został komendantem batalionu obrony terytorialnej „Ajdar”. Kierowana przez niego jednostka wzbudzała liczne kontrowersje, m.in. z uwagi na korzystanie przez jej żołnierzy z symboliki neonazistowskiej. Przedstawiciele Amnesty International oskarżyli członków batalionu o zbrodnie wojenne – jego członkowie mieli dokonywać m.in. porwań, szantaży i przeprowadzać egzekucje.
W wyborach parlamentarnych w 2014 Serhij Melnyczuk kandydował z trzeciego miejsca na liście krajowej Partii Radykalnej Ołeha Laszki, uzyskując mandat posła do Rady Najwyższej. W lutym 2015 został wykluczony z frakcji, dołączył do grupy poselskiej Ihora Jeremejewa. W czerwcu 2015 parlament pozbawił go immunitetu (nie wyrażając jednak zgody na jego tymczasowe aresztowanie) w związku z postępowaniem karnym dotyczącym porwania i organizowania grupy przestępczej o charakterze zbrojnym.